# Juncus equisetinus
Juncus equisetinus är en tågväxtart som beskrevs av Proskur. Juncus equisetinus ingår i släktet tåg, och familjen tågväxter. Inga underarter finns listade i Catalogue of Life.